# 3190 Aposhanskij
3190 Aposhanskij è un asteroide della fascia principale. Scoperto nel 1978, presenta un'orbita caratterizzata da un semiasse maggiore pari a 2,9943065 UA e da un'eccentricità di 0,1178737, inclinata di 9,97625° rispetto all'eclittica.
L'asteroide è dedicato al poeta e giornalista sovietico Vladimir Mikhailovich Aposhanskij.